# آبگرم (میشان)

## شغل :شغل اهالی این روستا دامداری و کشاورزی است در این روستا مرکبات مرغوب به دست می‌آید.
منابع
- «نتایج سرشماری عمومی نفوس و مسکن ۱۳۸۵». درگاه ملی آمار ایران. بایگانی‌شده از اصلی در ۱ ژانویه ۲۰۱۳. دریافت‌شده در ۱ ژانویه ۲۰۱۳.